# Kế hoạch của Putin

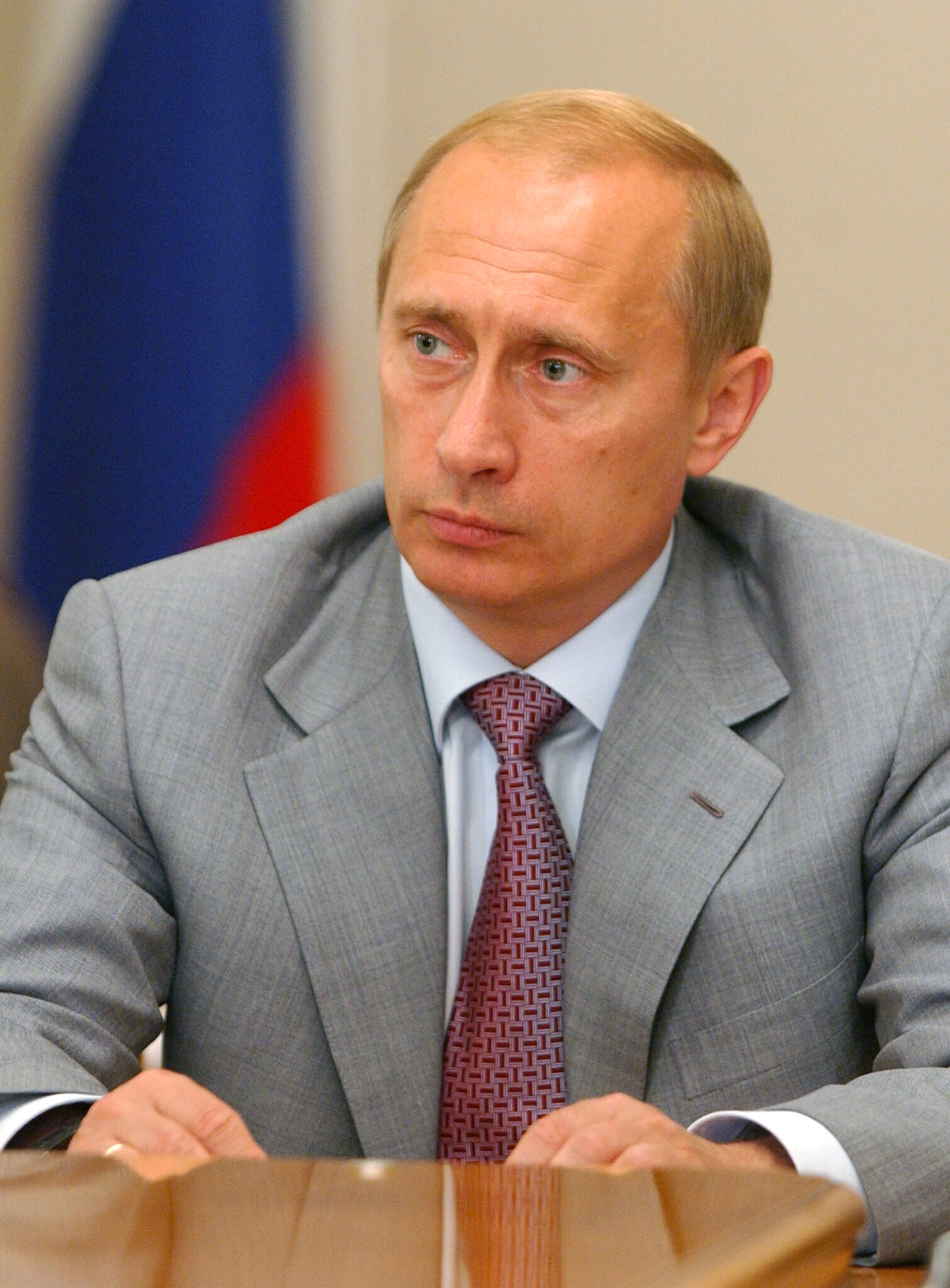
Ông Vladimir Putin năm 2008 với kế hoạch Putin

Kế hoạch của Putin (tiếng Nga: план Путина/Plan Putina/Putin's Plan) là tài liệu tham khảo không chính thức của chương trình hành động về chính trị và kinh tế của Tổng thống Nga Vladimir Putin. Cả Putin và nhóm của ông ta đều không chính thức công bố bất kỳ chương trình toàn diện nào. Các khẩu hiệu ủng hộ "Kế hoạch của Putin" là chủ yếu trong chiến dịch bầu cử của Nước Nga thống nhất trong Bầu cử Quốc hội năm 2007 và cuộc Bầu cử tổng thống Nga năm 2008. Bản thân Putin cũng từng tuyên bố rằng thuật ngữ này không gì khác ngoài một khẩu hiệu trước thềm cuộc bầu cử dựa trên các đoạn trích từ 7 năm trong bài phát biểu Thông điệp Liên bang của ông trước Quốc hội Liên bang (Nga) liên quan đến sự phát triển dài hạn của các lĩnh vực khác nhau trong đời sống xã hội của đất nước. Thuật ngữ "Kế hoạch của Putin" được Chủ tịch Hội đồng tối cao nước Nga thống nhất Boris Gryzlov đưa ra. Khung khái niệm "Kế hoạch Putin" lần đầu tiên được Tổng Giám đốc APEC là D.Orlov tiết lộ vào tháng 5 năm 2007.

## Cương lĩnh
Chương trình tranh cử của Nước Nga Thống nhất được gọi là "Kế hoạch Putin". Đảng Nước Nga thống nhất đã cô đặc tư tưởng chủ đạo của mình trong hai từ Vladimir Putin. Chương trình hành động của đảng mang tên "Kế hoạch Putin" này xác định hướng đi cho tương lai phát triển của nước Nga chỉ rõ, "sẽ biến sự tăng trưởng kinh tế nhanh chóng của Nga thành mức sống cao hơn cho dân chúng, tăng lương hưu, tăng tỷ lệ sinh đẻ và củng cố quân đội" tất cả đều là chính sách của Putin. Kế hoạch Putin là chương trình hành động của đảng Nước Nga thống nhất. Putin chuẩn bị một kế hoạch cho chiến lược phát triển đất nước trong nhiệm kỳ mới. Sự ủng hộ của người dân Nga sẽ đảm bảo cho thành công chính sách đầy tham vọng của ông Putin. Việc ông Putin tiếp tục nhiệm kỳ tổng thống lần thứ IV được dự đoán từ trước. Trong nhiệm kỳ 6 năm của mình, Tổng thống Nga sẽ tiếp tục chương trình nghị sự đang còn giang dở, chính quyền sẽ tiếp tục theo đuổi "kế hoạch Putin", nhằm xây một mô hình nhà nước dân chủ, xã hội công bằng, nền kinh tế đổi mới, duy trì và bảo vệ "thế giới Nga".

## Nội dung

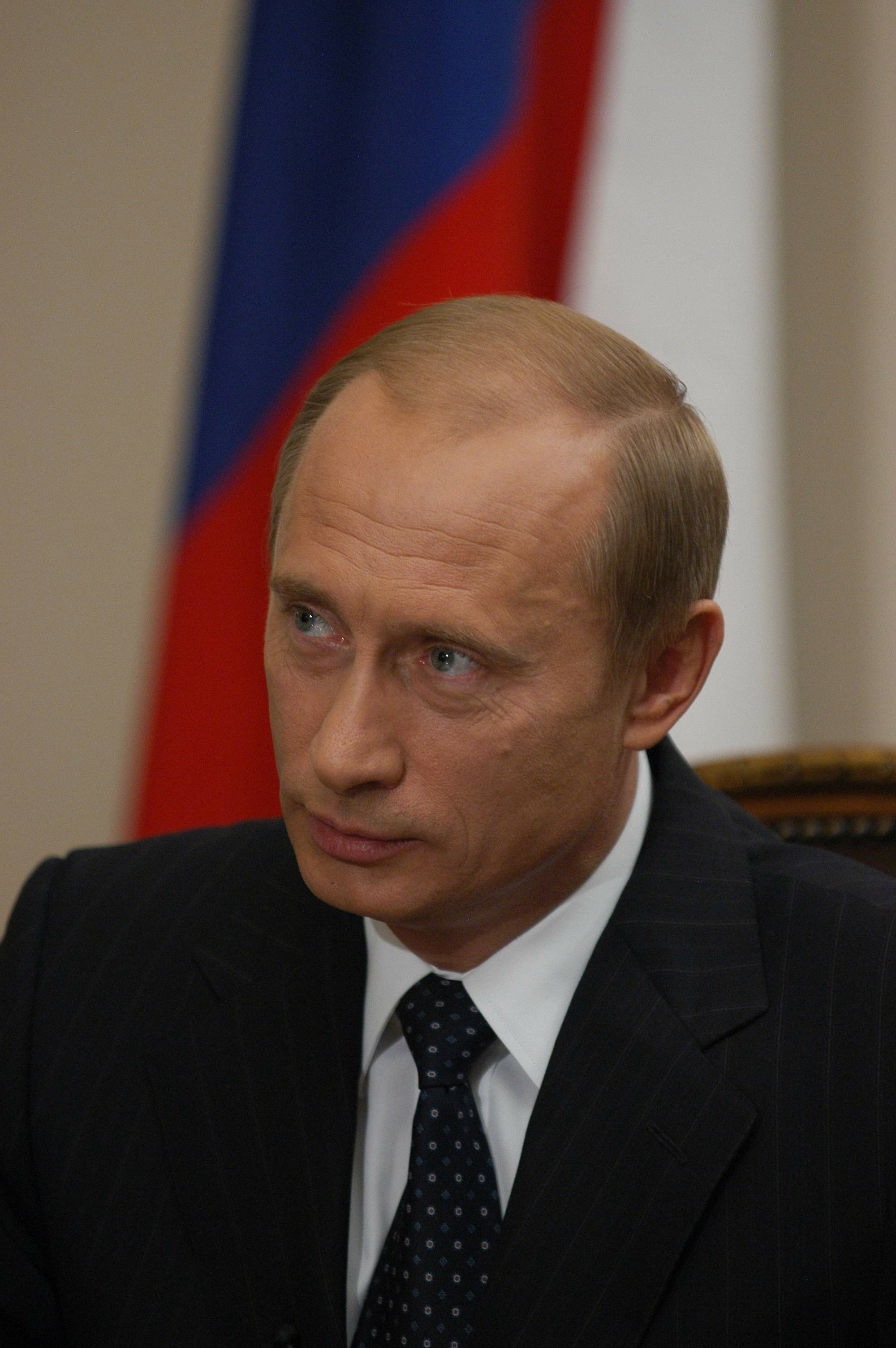
Vladimir Putin với vai trò Thủ tướng Nga

Trong chương trình bầu cử của đảng "Nước Nga thống nhất" trong cuộc bầu cử quốc hội năm 2007, "Kế hoạch của Putin" được nêu ra với các điểm trọng tâm như sau:
- Phát triển mạnh mẽ hơn nữa nước Nga như một nền văn hóa Nga độc đáo, bảo vệ không gian văn hóa chung, ngôn ngữ Nga, truyền thống lịch sử của nước Nga.
- Nâng cao khả năng cạnh tranh của nền kinh tế Nga thông qua tiếp cận phát triển đổi mới, hỗ trợ khoa học, phát triển cơ sở hạ tầng, tăng cường đầu tư chủ yếu vào công nghệ cao, công nghiệp là động lực cho tăng trưởng kinh tế.
- Cung cấp các điều kiện nâng cao chất lượng cuộc sống mới bằng cách tiếp tục thực hiện các dự án ưu tiên quốc gia và tăng thêm đáng kể tiền lương, lương hưu cho hưu trí và học bổng để giúp người dân giải quyết vấn đề nhà ở. Putin sẽ chú trọng vào an sinh xã hội và quỹ hưu trí cho người dân.[6]
- Hỗ trợ xã hội dân sự, thúc đẩy hoạt động và thay đổi xã hội, thúc đẩy các sáng kiến cộng đồng, trọng tâm của ông chủ điện Kremlin trong trước và sau bầu cử tổng thống là "dân chủ và thế hệ trẻ".[6]
- Củng cố chủ quyền của Nga, củng cố khả năng phòng thủ của đất nước, đảm bảo vị trí thích hợp của Nga trong một thế giới đa cực.

## Giễu cợt
Gần như ngay lập tức cách diễn đạt này được các lực lượng phản đối Putin nhanh chóng diễn giải lại dựa trên nghĩa tiếng lóng tiếng Nga của thuật ngữ "план" chỉ về "cần sa", tức là đọc nó như là "chơi cỏ Putin". Một ban nhạc ít được biết đến "Корейские LЁDчики" từ Vladivostok đã trở nên nổi tiếng nhờ các bài hát Putin và Putin's "Plan"). Bộ phận Moscow của Liên minh các lực lượng cánh hữu đã gửi một văn bản yêu cầu tới Cơ quan kiểm soát ma túy liên bang Nga để kiểm tra xem "Kế hoạch của Putin" có phải là chất gây nghiện hay thuốc hướng thần hay không và tiến hành một cuộc biểu tình phản đối việc hợp pháp hóa chất được kiểm soát trong đó họ đã phát huy hiệu với nhiều dòng chữ chơi chữ khác nhau, chẳng hạn như "Xếp hạng cao của Putin là do Kế hoạch của Putin".